# 240
Évszázadok: 2. század – 3. század – 4. század
Évtizedek: 190-es évek – 200-as évek – 210-es évek – 220-as évek – 230-as évek – 240-es évek – 250-es évek – 260-as évek – 270-es évek – 280-as évek – 290-es évek
Évek: 235 – 236 – 237 – 238 –  239 – 240 – 241 – 242 – 243 – 244 – 245

## Események

### Római Birodalom
- Caius Octavius Appius Suetrius Sabinust és Lucius Ragonius Venustust választják consulnak.
- Marcus Asinius Sabinianus, Africa proconsulja fellázad és császárrá kiáltja ki magát, de felkelését Mauretania kormányzója hamar leveri.

### Perzsia
- I. Ardasír szászánida király társuralkodóként maga mellé veszi fiát, I. Sápurt.
- A perzsák hosszas ostrom után elfoglalják és teljesen elpusztítják Mezopotámiában Hatra városát.
- A Ktésziphónból származó Máni második kinyilatkoztatása után terjeszteni kezdi manicheista tanait és Indiába utazik.

## Születések
- Antiokheiai Szent Lukianosz, keresztény teológus
- Zénobia, palmürai királynő

## Halálozások
- Héródianosz, görög történetíró

## Fordítás
- Ez a szócikk részben vagy egészben  a(z)   240 című angol Wikipédia-szócikk ezen változatának fordításán alapul.  Az eredeti cikk szerkesztőit annak laptörténete sorolja fel. Ez a jelzés csupán a megfogalmazás eredetét és a szerzői jogokat jelzi, nem szolgál a cikkben szereplő információk forrásmegjelöléseként.